# Дреновці
Дреновці (хорв. Drenovci) — населений пункт і громада в Вуковарсько-Сремській жупанії Хорватії.

## Населення
Населення громади за даними перепису 2011 року становило 5 174 осіб. Населення самого поселення становило 1 946 осіб.
Динаміка чисельності населення громади:
Динаміка чисельності населення центру громади:

## Населені пункти
Крім поселення Дреновці, до громади також входять: 
- Джуричі
- Посавські Подгайці
- Рачиновці
- Раєво Село

## Клімат
Середня річна температура становить 11,21 °C, середня максимальна – 25,60 °C, а середня мінімальна – -5,72 °C. Середня річна кількість опадів – 743 мм.
| Клімат поселення                              | Клімат поселення | Клімат поселення | Клімат поселення | Клімат поселення | Клімат поселення | Клімат поселення | Клімат поселення | Клімат поселення | Клімат поселення | Клімат поселення | Клімат поселення | Клімат поселення | Клімат поселення |
| Показник                                      | Січ.             | Лют.             | Бер.             | Квіт.            | Трав.            | Черв.            | Лип.             | Серп.            | Вер.             | Жовт.            | Лист.            | Груд.            |                  |
| Середній максимум, °C                         | 6,28             | 8,26             | 12,82            | 17,43            | 22,52            | 25,60            | 25,51            | 25,01            | 21,00            | 15,64            | 9,80             | 5,80             |                  |
| Середня температура, °C                       | 0,28             | 2,26             | 6,80             | 11,44            | 16,52            | 19,60            | 21,32            | 20,82            | 16,81            | 11,44            | 5,60             | 1,60             |                  |
| Середній мінімум, °C                          | −5,72            | −3,74            | 0,82             | 5,44             | 10,51            | 13,60            | 17,12            | 16,64            | 12,62            | 7,26             | 1,40             | −2,59            |                  |
| Норма опадів, мм                              | 48               | 43               | 46               | 57               | 68               | 96               | 76               | 67               | 56               | 61               | 68               | 57               |                  |
| Середньомісячна швидкість вітру, м/с          | 1.81             | 2.09             | 2.44             | 2.31             | 2.10             | 1.96             | 1.94             | 1.80             | 1.70             | 1.80             | 1.87             | 1.88             |                  |
| Середньомісячна сонячна радіація, кДж/м²·день | 4446             | 7196             | 11231            | 15634            | 19290            | 21432            | 22425            | 20572            | 15185            | 9567             | 5026             | 3717             |                  |
| --------------------------------------------- | ---------------- | ---------------- | ---------------- | ---------------- | ---------------- | ---------------- | ---------------- | ---------------- | ---------------- | ---------------- | ---------------- | ---------------- | ---------------- |
| Джерело:                                      |                  |                  |                  |                  |                  |                  |                  |                  |                  |                  |                  |                  |                  |